# Резолюция Совета Безопасности ООН
Резолюция Совета Безопасности ООН — официальный документ, принимаемый пятнадцатью членами Совета Безопасности, одного из главных органов Организации Объединённых Наций. Принимается путём голосования членов СБ. Резолюция принимается при условии, что за неё отдано не менее 9 голосов (из 15 членов Совета) и при этом ни один из постоянных членов Совета Безопасности (Великобритания, Китай, Россия, США и Франция) не проголосовал против.
Резолюции СБ ООН могут касаться текущей деятельности ООН (например, выборы членов Международного Суда), но чаще принимаются в рамках работы СБ по обеспечению мирного разрешения международных споров, устранению угроз международному миру и безопасности. Резолюцией СБ могут вводиться санкции, направленные на восстановление мира и безопасности. В частности, резолюцией могут разрешаться военные меры против государства-нарушителя, учреждаться международные трибуналы, утверждаться мандаты миротворческих сил, налагаться ограничительные меры (замораживание активов, запрет поездок) на отдельных лиц.
В соответствии с Уставом ООН, члены Организации соглашаются подчиняться решениям Совета Безопасности и выполнять их. В России резолюции, требующие принятия мер на национальном уровне, осуществляются посредством издания соответствующего Указа Президента РФ.